# مارتنزبورگ (نبراسکا)
مارتنزبورگ(به انگلیسی: Martinsburg) شهری در ایالت نبراسکا کشور ایالات متحده آمریکا است که جمعیت آن در سرشماری سال ۲۰۱۰ میلادی، ۹۴ نفر بوده‌است.